# Talda
Talda (en rus: Талда) és un poble de la república de l'Altai, a Rússia, que el 2016 tenia 98 habitants, pertany al districte d'Ongudai.